# Technical Ecstasy
Technical Ecstasy är Black Sabbaths sjunde studioalbum, utgivet den 25 september 1976. Albumet sålde bra, men inte i närheten av de föregående albumen. En del kritiker menade att albumet var ofokuserat på grund av inre stridigheter i bandet. Albumets musik är starkt färgad av gruppens sökande efter nya riktningar med sin ljudbild. Detta framgår av att ett av dess spår, "It's Alright", sjungs av trummisen Bill Ward istället för av Ozzy Osbourne. Det var första gången Osbourne inte sjöng på en av gruppens låtar, bortsett från rent instrumentala spår. De låtar från albumet som de framfört mest under konserter är "Rock and Roll Doctor" och "Dirty Women".
Skivans omslag designades av Hipgnosis. Det finns även ett innerfodral med albumets låttexter.
2021 släpptes en box som förutom en nymastrad version av skivan bland annat innehåller liveskivor, en bok och posters av bandet.
Tony Iommi berättade i Sweden Rock Magazine #9 2021 att skivan blev början på slutet för originaluppsättningen. Bland annat så gillade inte Ozzy Osbourne riktningen bandet tog med skivan och samtidigt hade han personliga problem. Bland annat så var hans pappa döende i cancer. Det gick till och med så långt att Osbourne under en period lämnade bandet och Black Sabbath tog under perioden in sångaren Dave Walker som ersättare.

## Låtlista
Alla låtar är skrivna och komponerade av Tony Iommi, Geezer Butler, Bill Ward och Ozzy Osbourne, utom "It's Alright", med text av Bill Ward. 
| 1. | Back Street Kids    | 3:47 |
| 2. | You Won't Change Me | 6:42 |
| 3. | It's Alright        | 4:04 |
| 4. | Gypsy               | 5:14 |

| 5. | All Moving Parts (Stand Still) | 5:07 |
| 6. | Rock 'n' Roll Doctor           | 3:30 |
| 7. | She's Gone                     | 4:58 |
| 8. | Dirty Women                    | 7:13 |

## Medverkande
- Ozzy Osbourne – sång
- Tony Iommi – gitarr
- Geezer Butler – elbas
- Bill Ward – trummor, sång på "It's Alright"

Övriga
- Gerald Woodruffe – keyboard

## Listplaceringar
- Billboard 200, USA: # 51[3]
- UK Albums Chart, Storbritannien: # 13[4]
- RPM, Kanada: # 38[5]
- Topplistan, Sverige: # 33[6]